# Unidade gurca

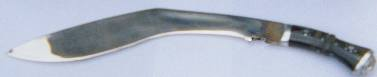
Kukri, uma arma utilizada pelos Gurcas

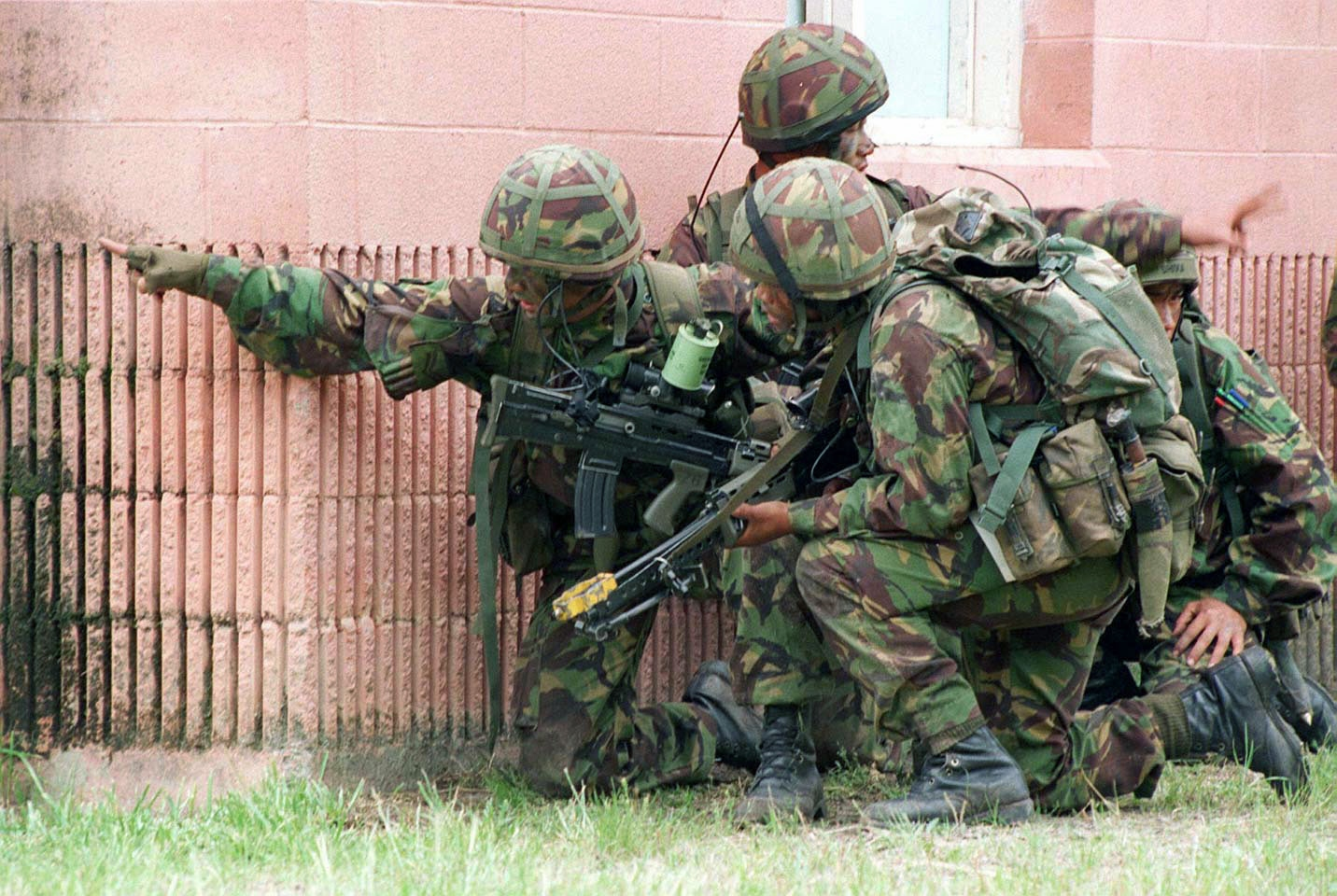
Gurkhas britânicos

A Unidade Gurca é uma força de elite a serviço do exército britânico composta por soldados do Nepal. Ela é conhecida pela sua bravura, pela utilização do kukri e de técnicas de artes marciais.
A coragem dos gurcas em combate, destacada durante a guerra do Nepal, entre 1814 e 1816, impressionou os ingleses, que os encorajaram a alistar-se como mercenários junto às forças armadas da Companhia das Índias Orientais.
Sob a lei internacional, os gurcas britânicos não são mercenários, mas sim soldados que integram o exército britânico, estando sujeitos a todas as regras e leis como outro qualquer soldado do Reino Unido.
Além do exército britânico, os Gurcas também são recrutados pela Força Policial de Singapura, compondo seu Contingente Gurca.